# Facilidades Bancarias Internacionales
Se llama Facilidad Bancaria Internacional o IBF (del inglés International Banking Facility) a una oficina bancaria en Estados Unidos con actividad bancaria primordialmente transfronteriza y exenta de muchas normas y regulaciones aplicables a oficinas bancarias con actividad primordialmente local.
Las IBFs fueron creadas como un intento de reguladores del gobierno de Estados Unidos de internalizar el mercado europeo en el sistema bancario de Estados Unidos. El propósito era eliminar o al menos minimizar el tamaño y crecimiento de las ramas fantasma de bancos estadounidenses, mientras proveía al sistema de bancos domésticos nuevas oportunidades de negocio en la banca internacional pero dentro de los límites de la jurisdicción estadounidense.
Existen entidades similares en otros países como la Japanese Offshore Market de Japón, la Bangkok International Banking Facility de Tailandia, o la Labuan International Offshore Center de Malasia.